# Google Domains
Google Domains è un servizio di registrazione di nomi di dominio Internet offerto da Google.
Google Domains offre la registrazione del dominio (inclusa la registrazione del dominio privato), l'hosting DNS, DNSSEC, DNS dinamico, l'inoltro di dominio e inoltro di email. Offre anche una configurazione DNS permette di collegare i domini con Blogger, Google Sites, Squarespace, Wix.com, Weebly e Shopify. Il servizio è accreditato da ICANN.
Google Domains è stato lanciato pubblicamente in modalità beta test il 13 gennaio 2015. A marzo 2020 era ancora in versione beta.
Google annuncia ufficialmente che Google Domains esce dalla fase beta il 15 marzo 2022, per passare alla fase stabile e fruibile a tutti gli utenti. Al 4 febbraio 2022 sono supportati oltre 300 domini di primo livello.
Il giorno 7 settembre 2023 Squarespace ha annunciato l'intenzione di acquistare da Google Domains le registrazioni dei domini e gli account cliente correlati.